# Untersuchungsrichter (Schweiz)
Ein Untersuchungsrichter ist bzw. war ein Amtsträger, dem im Rahmen von Strafuntersuchungen bestimmte Aufgaben zukommen bzw. zukamen.

## Ziviler Strafprozess
Der Untersuchungsrichter, in einigen Kantonen Verhörrichter genannt, war in der Schweiz vor der Einführung der neuen gesamtschweizerischen Strafprozessordnung im Jahre 2011 in den meisten Kantonen und auf Bundesebene die Bezeichnung für einen Richter, der je nach kantonaler und eidgenössischer Strafprozessordnung entweder die Untersuchungshandlungen unabhängig leitete, wobei die Staatsanwaltschaft lediglich als Partei auftrat (Untersuchungsrichtermodell I), oder aber der gegenüber der Staatsanwaltschaft weisungsgebunden war (Untersuchungsrichtermodell II).
Seit 2011 (in den Kantonen Basel-Stadt und Tessin schon früher) wird die Untersuchung vom Staatsanwalt geleitet, womit die Funktion des Untersuchungsrichters entfällt und der Anklagegrundsatz durch die Trennung der Prozessermächtigungen zwischen den Strafverfolgungsbehörden und dem Gericht erheblich gestärkt wurde.  Die Verhängung von Zwangsmassnahmen wie Hausdurchsuchungen, Sicherheits- oder Untersuchungshaft obliegt nun speziellen Zwangsmassnahmengerichten, welche in etwa dem deutschen Ermittlungsrichter entsprechen.

## Militärstrafprozess
Untersuchungsrichter gibt es bis heute im Schweizer Militärstrafprozess, da die Strafprozessordnung von 2007/2011 die bestehende Militärstrafprozessordnung unberührt liess.